# Raúl Labrador
Pour les articles homonymes, voir Labrador.
Raúl Labrador, né le 8 décembre 1967 à Carolina (Porto Rico), est un homme politique américain. Membre du Parti républicain, il est élu du premier district congressionnel de l'Idaho à la Chambre des représentants des États-Unis de 2011 à 2019.

## Biographie

### Jeunesse et carrière professionnelle
Sa famille quitte Porto Rico pour Las Vegas lorsqu'il a 13 ans et se convertit à l'Église mormone. Après un baccalauréat universitaire ès lettres obtenu à l'université Brigham Young en 1992, Raúl Labrador est diplômé d'un doctorat en droit en 1995. Il devient alors avocat, plaidant principalement dans des affaires criminelles ou liées à l'immigration.

### Carrière politique
Il est élu à la Chambre des représentants de l'Idaho (en) pour deux mandats, de 2006 à 2010.
À l'occasion des élections de 2010, Raúl Labrador se présente à la Chambre des représentants des États-Unis dans le premier district congressionnel de l'Idaho. Il affronte d'abord Vaughn Ward, vétéran d'Irak et directeur de campagne de John McCain dans le Nevada lors de l'élection présidentielle de 2008. S'il lève presque 10 fois moins de fonds que son adversaire, soutenu par Sarah Palin, Labrador bénéficie de la mauvaise campagne de ce dernier et remporte la primaire républicaine avec 47,62 % des suffrages exprimés contre 38,85 % pour Ward. Dans une circonscription qui a voté à 62 % pour John McCain lors de l'élection présidentielle précédente, le vieux démocrate sortant Walt Minnick — élu de justesse deux ans plus tôt face à Bill Sali — est d'abord considéré comme vulnérable. Cependant, les premiers sondages donnent Labrador largement distancé par Minnick, un démocrate conservateur. Au mois de juin, le républicain dispose de 69 000 dollars de fonds de campagne, contre plus d'un million pour Minnick. Les sondages se resserrent cependant au fil de la campagne. Le 2 novembre, Labrador est élu au Congrès avec 51,02 % des suffrages, devançant Minnick (41,28 %) de près de dix points. Avec Mike Crapo et Mike Simpson, il est l'un des trois mormons à représenter l'Idaho au Congrès des États-Unis.
Raúl Labrador est réélu avec 63 % des voix en 2012, 65 % en 2014 et 68 % en 2016.
En mai 2017, il annonce son intention de se présenter au poste de gouverneur de l'Idaho lors de l'élection de 2018 (en). Quelques jours plus tard, Labrador attire l'attention nationale pour avoir déclaré pendant une town hall meeting (en) que « personne ne meurt parce qu'il n'a pas accès aux soins de santé » (« Nobody dies because they don't have access to healthcare »),. Durant la primaire, Labrador lève moins de fonds et mène une campagne moins active que ses deux principaux concurrents. Il termine en deuxième position avec 31 % des voix, entre le lieutenant-gouverneur Brad Little (37 %) et l'homme d'affaires Tommy Ahlquist (en) (28 %).
En juin 2019, il est élu président du Parti républicain de l'Idaho (en) en devançant de deux voix l'ancien superintendant de l'instruction publique Tom Luna (en) (111 contre 109).

## Positions politiques
Raúl Labrador est un républicain ultraconservateur, membre du Freedom Caucus.